# Jiří Gernert
Jiří Gernert (kolem roku 1630? – před rokem 1693?) byl v letech 1657 až 1682 soudcem v Rokytnici nad Jizerou a především organizátor velkého útěku protestantských obyvatel z českých Krkonoš v období protireformace v rámci pozdního procesu pobělohorské emigrace.
Organizovaný pochod započal dne 15. července 1682 odchodem z Čech do saské obce Bad Flinsberg (dnes Świeradów-Zdrój). Na cestu se vydalo 200 exulantů, kteří prchali z katolických Čech s třísethlavovým stádem dobytka. Tento vzbudil velkou pozornost ve Vídni, Praze a Drážďanech a byl příčinou roztržky mezi císařem Leopoldem I. a saským kurfiřtem Janem Jiřím III. Saským.

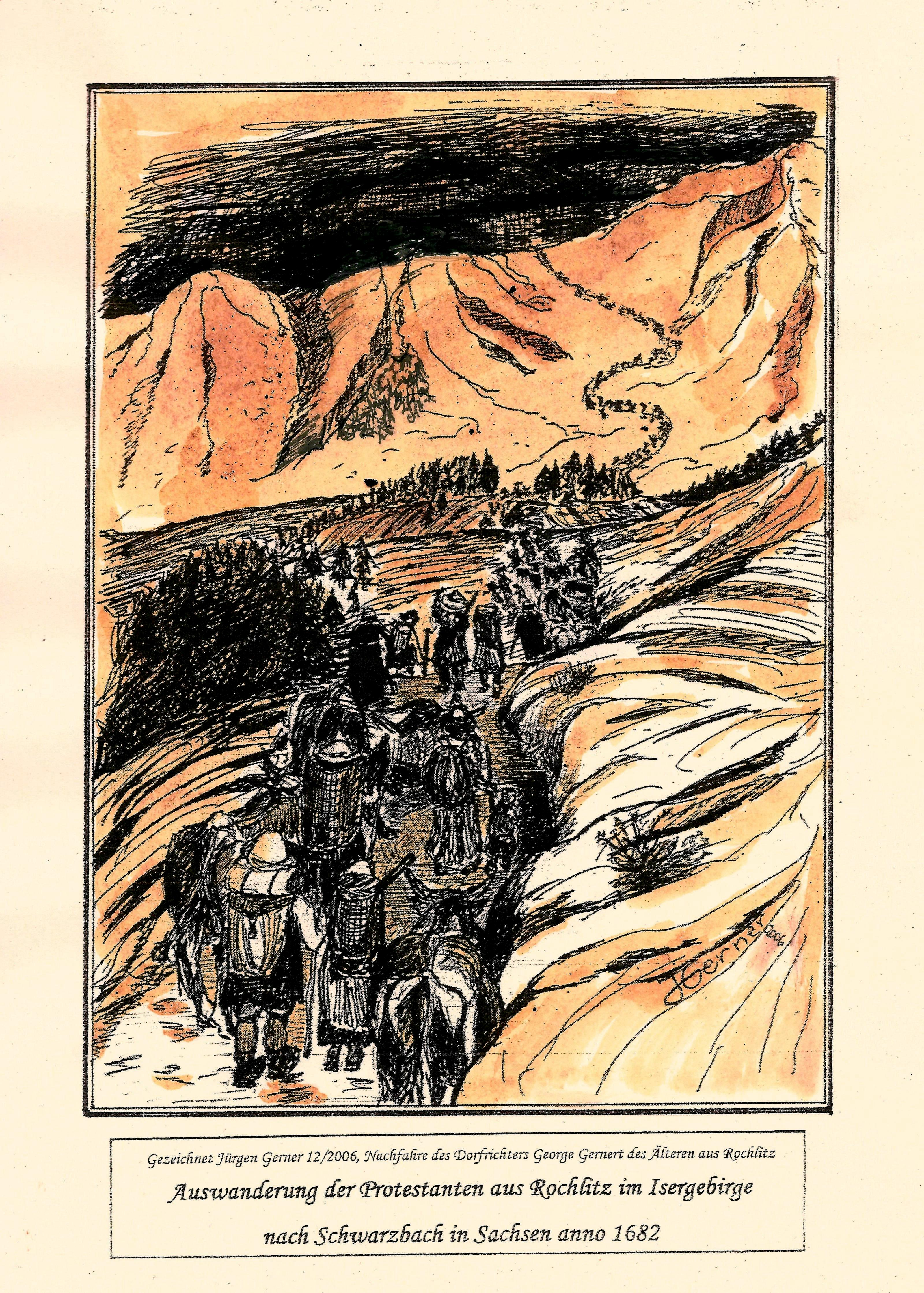
Grafika Jürgena Gernera znázorňující emigraci protestantů z Rokytnice do Schwarzbachu v roce 1682

## Rodina
Otec Jiřího Gernerta, Jiří Gernert starší, pocházel ze středostavovské rodiny z Hostinného. Rodina byla propojena s dobře situovanými rodinami střední třídy z okolních vesnic Chotěvice, Čermná a Vlčice. Předkové Jiřího Gernerta staršího byli radní a starostové (1611) v Hostinném. V Hostinném Gernertovi vlastnili dům s velkým vinným sklepem vedle radnice, patřilo jim mnoho orné půdy podél řeky Labe, vlastnili rodinnou kryptu a v roce 1528 jim patřila i vrátnice před východní městskou bránou. Po zavření městských bran se za vstup do města Hostinné platilo. Od Mertena Gernerta si v roce 1592 koupili dům s pivovarem Valštejnové.
Represe protireformace donutila část rodiny přestěhovat se do vesnic na hranici se Saskem a Slezskem, protože ty byly až do roku 1682 (tj. do útěku) protestantské. V Rokytnici nad Jizerou potřebovali starostu a Jiří Gernert starší tuto funkci přijal. Se svým synem-soudcem byli ve vedení Rokytnice v letech 1657–1682. Tlak katolické vrchnosti, tj. Anny Franciscy Harrantové, na konverzi svých poddaných byl tak velký, že většina místního obyvatelstva rozbila skleněná okna a komíny svých domů, sbalila se a pod vedením Jiřího Gernerta mladšího uprchla přes Krkonoše do Saska.

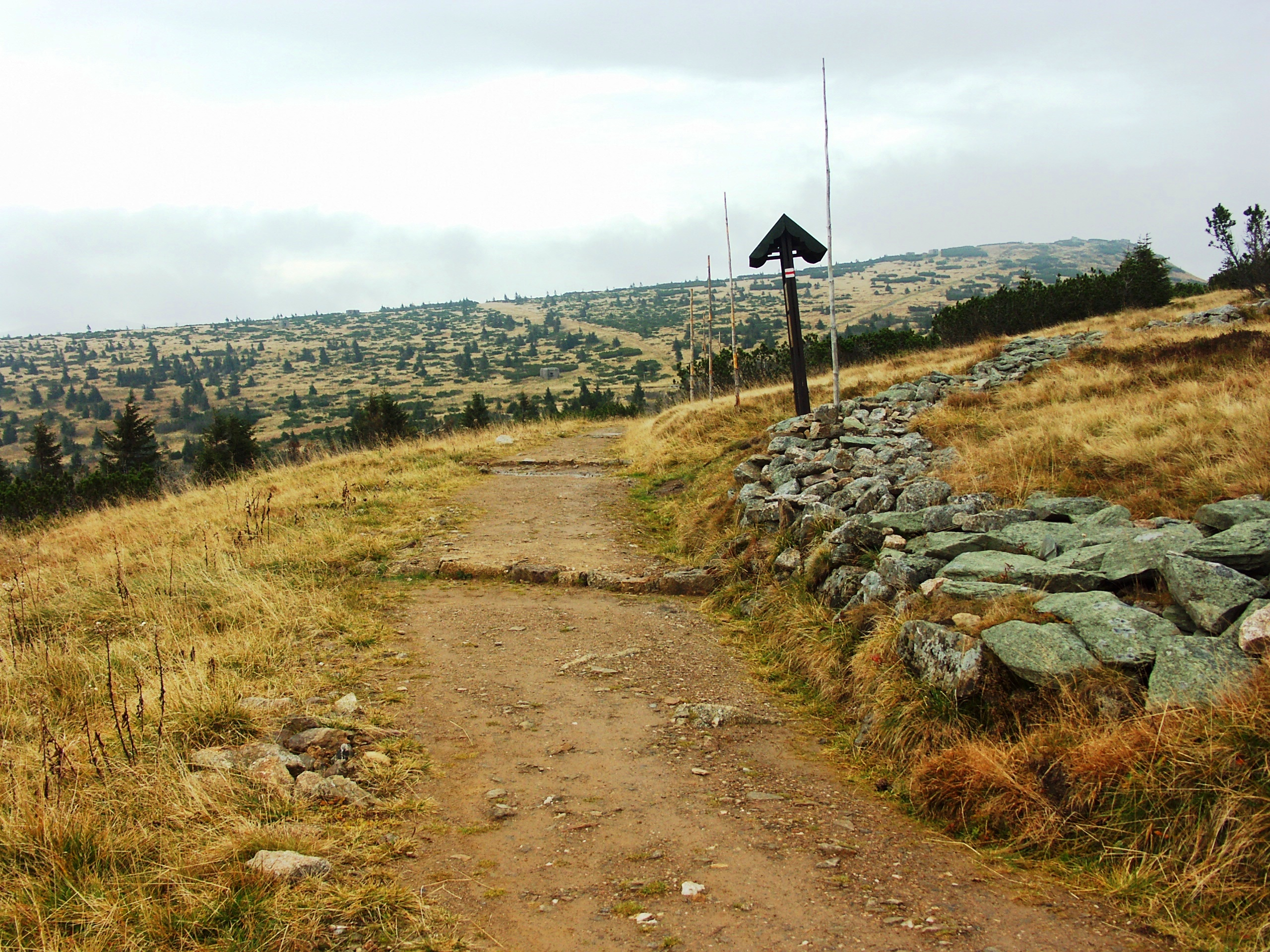
Cesta přes obec Szklarska Poreba

## Návrat
Hlavní břemeno na vypořádání otázky těchto německo-českých exulantů nesl Gebhardsdorf. Výsledkem dlouhé a četné korespondence sledovaného případu bylo nařízení, že běženci z Rokytnice mají být navráceni zpět. Z 200 uprchlíků se jich do Čech vrátilo 121. Před rokem 1693 se do Rokytnice vrátil se svou ženou a pěti dětmi i organizátor útěku Jiří Gernert a to na základě příslibu českého statkáře von Starkenbacha, že mu bude navrácen jeho opuštěný majetek. Ostatní uprchlíci z Rokytnice nad Jizerou se v zahraničí usadili především v Nowawesi, Chotěbuzi, Herrnhutu či Drážďanech.
K další české hromadné emigraci došlo pod vedením Jana Liberdy v roce 1742.